# 大圣弗洛里安
大圣弗洛里安（德語：Groß Sankt Florian）是奥地利施泰尔马克州德意志兰茨贝格县的一个市镇。

## 地理位置
大圣弗洛里安位于拉斯尼茨河（Laßnitz）的山谷中，是西施泰尔马克的丘陵地带，由9个下属乡镇组成。城中三条小河流过：拉斯尼茨河，沃赫拉河（Vocherabach），拉萨赫河（Rassach）。此外在县城附近还有许多池塘。

### 县区划分
大圣弗洛里安的9个下属市区分别为大圣弗洛里安、格鲁布（Grub）、格吕瑙（Grünau）、古森多夫（Gussendorf）、哈斯赖特（Hasreith）、克劳巴特（Kraubath）、克罗滕多夫（Krottendorf）、莱宾（Lebing）、拿骚（Nassau）、佩策尔斯多夫（Petzelsdorf）、苏尔茨霍夫（Sulzhof）、坦策尔多夫（Tanzelsdorf）、下贝格拉（Unterbergla）和拉斯尼茨河畔沃赫拉（Vochera an der Laßnitz）。

## 历史
大圣弗洛里安第一次被提及是在1056年，皇帝海因里希三世在1056年6月3日赐予萨尔茨堡大主教鲍德温这块地区，相当于三个皇室的胡符（古代德国计量 单位，一胡符相当于7至15公顷） 那么大的面积。很早的时候该地区就建立了自己的教堂，此教堂及其牧师们在1136年第一次被提及。14世纪晚期它被提升为县级。在1380年的文献中就提 到了大圣弗洛里安县。当地的多恩埃格宫殿（Dornegg Schloss）估计是在1529年前由克里斯托夫·冯拉克尼茨（Christoph von Raknitz）所建造。到了18世纪时此宫殿由舍恩博恩家族（Schönborn）改建成了具有后巴洛克风格的宫殿。由于圣弗洛里安这个名字在12世纪中 叶非常普遍，所以在1887年本县改名为大圣弗洛里安。1969年大圣弗洛里安合并了周边的小乡镇。1995年施泰尔马克州消防博物馆罗湖大圣弗洛里安县 并于同年向公众开放。

## 人口
根据2001年的人口普查，大圣弗洛里安有2973人，96.8%的居民拥有奥地利国籍。95% 的居民为罗马天主教教徒，2.8%的人为无宗教人士。

从1869年至2001年本地区人口发展趋势
年代	人口数目	年代	人口数目
1869年	2289人	1951年	2793人

1880年	2377人	1961年	2614人

1890年	2377人	1971年	2742人

1910年	2689人	1981年	2826人

1923年	2563人	1991年	2891人

1939年	2503人	2001年	2973人

2001年人口分布
大圣弗洛里安	                946人

西施泰尔马克地区佩泽尔多夫	344人

古森多夫 	                                338人

西施泰尔马克地区克劳巴特 	246人

拉斯尼茨河畔克罗滕多夫	238人

拉斯尼茨河畔格吕瑙	230人

坦策尔多夫	                221人

莱宾	                                209人

拉斯尼茨河畔沃赫拉	201人

### 人口发展
大圣弗洛里安的人口发展趋势自从1869年除个别特出情况外持序上升，在1969年和2001年时人口增长率为30%。

## 文化及自然景观
大圣弗洛里安的教堂据估计是建立在罗马时期的萨尔教堂的原址上。此前的萨尔教堂为木顶教堂。在1350年时在教堂的北边建立了一个哥特式的塔楼，1522年 该教堂的拱顶以哥特式的风格被扩建。1711年教堂的风格转为了巴洛克式。在1869年和1873年之间教堂如今的外观终于被确定下来。在经历了1968 年和1980年两次内外装修后，教堂的巴洛克式的管风琴于1998年被替换。

## 经济和基础建设
经济
根据2001年的统计，在大圣弗洛里安县辖区里共有134个工厂作坊，拥有雇员1101名，其中879认为当地人，710名为外来人。重要的部门是生产和贸易，重要的企业除了生产服装和游戏机的企业，还有一个生产农业机械的企业，一个酿酒作坊和一个屠宰场以及一个不才加工企业。在当地还有174个小农场负责 耕种大约2582亩的耕地。

消防局
大圣弗洛里安拥有大圣弗洛里安、古森多夫、坦策尔多夫和克劳巴赫四个消防队。

## 本地政治

### 县议会
在2005年的县议会选举中，奥地利人民党的得票率为66.03%，比2000年的选举多得了0.21%的选票，这样奥地利人民党在县议会中就得到了三分之二的绝对多数。

奥地利社会民主党的得票率也有显著增长，由6.55%涨到了28.89%，它的胜利得益于奥地利自由党的失败，此次选举中奥地利自由党共失去了6.77%的选民，仅仅得到了5.08%的选票，同时也因此被排除在县议会之外，它的议席转到了奥地利社会民主党手中。

### 县旗
大圣弗洛里安于1994年11月1日得到了使用县旗的权利。县旗是一面盾牌,全副武装的圣弗洛里安站在蓝色盾牌前面。他右手抓住红十字旗的银色旗杆，左手手捧一个银盆，银盆里的水浇向了一所被红色火焰包围着的燃烧着的银色房子。